# 천일중학교
천일중학교(千一中學校)는 대한민국 서울특별시 강동구 천호동에 있는 공립 중학교로 1994년 개교하였다.

## 학교 연혁
- 1994년 1월 5일 : 천일중학교 36학급 설립 인가
- 1994년 3월 1일 : 초대 하석호 교장 취임
- 1994년 3월 3일 : 제1회 입학식 (14학급)
- 1994년 5월 6일 : 개교식
- 2016년 9월 21일 : 도서관(서향각) 이전 개관
- 2016년 12월 30일 : 제21회 졸업식(졸업생 256명, 총 졸업생 8,750명)
- 2017년 9월 1일 : 제8대 안종애 교장 취임
- 2020년 3월 1일 : 제10대 배필수 교장 취임
- 2022년 1월 5일 : 제26회 졸업식(졸업생 164명, 총 졸업생 9,719명)
- 2022년 3월 2일 : 제29회 입학식(남 77명, 여 92명 총 입학생 159명)
- 2024년 5월 6일 : 개교 30주년

## 참고 자료
- 천일중학교 - 한국교육학술정보원 학교알리미